# Reino Nezaque
O Reino Nezaque foi um Estado nômade criado pelos nezaques, um dos quatro grupos de hunas que habitaram o Indocuche. Seus reis, designados em sua cunhagem pelo título persa de xá (em persa médio: Nēzak šāh), utilizavam uma característica coroa em forma de cabeça de touro em ouro e governavam sobre Gásni e Capisa. Ainda que sua história seja desconhecida, deixaram moedas significativas documentando sua prosperidade. Foi o último dos quatro principais reinos hunas conhecidos coletivamente como quionitas, sendo seus predecessores, em ordem cronológica, os reinos Quidarita, Heftalita e Alconita.

## Etimologia
Maria Magdolna Tatár compara nezaque a nizaque (nizāk), um título real menor, de proveniência não turca, emprestado e carregado pelos turcos ao norte do Oxo, ao título turco ocidental nixu (em chinês: 泥 孰; romaniz.: níshú (pinyin); *niei-źiuk em chinês médio), que aparece em maniqueísta uigur nïğošak (auditor), em soguediano nwgš'k e em parta n(y)gwš’g, nywš’g. De acordo com Gerard Clauson, o título uigur nïğošak é de origem iraniana e significa "ouvinte". Enquanto isso, János Harmatta conectou *niźük ao saca não atestado *näjsuka- ("lutador, guerreiro") a partir de *näjs- ("lutar"). Frantz Grenet vê uma possível, embora não firmemente estabelecida, conexão com o persa médio nēzag, "lança".

## História
Em 484, após a derrota e a morte do xainxá sassânida Perozes I (r. 459–484) na Batalha de Herate contra o Império Heftalita, os sassânidas cederam a Báctria aos heftalitas, e o Zabulistão aos nezaques, que criaram uma casa da moeda em Gásni. Lá, emularam a cunhagem sassânida, ao mesmo tempo em que adotaram aspectos de moedas alconitas vizinhas. Seus xás, por sua vez, se retrataram com a coroa alada de Perozes. A origem da dinastia é obscura, mas é possível que tenha origem na dinastia reinante do Reino Alconita, pois fontes chinesas do Império Tangue (século VII) colocam Quingal como ancestral dos nezaques, e este pode ser o alconita Quinguila (r. 430/40–495). No primeiro quartel do século VI, os nezaques conquistaram o Cabulistão dos alconitas e estabeleceram nova casa da moeda em Capisa. Em meados do século VI, os alconitas foram expulsos do Punjabe e Gandara e retornaram ao Cabulistão, onde se fundiram aos nezaques. O último xá em Capisa foi Garilchi, que foi confirmado no trono pelo imperador Gaozongue de Tangue (r. 649–683) em 661. Entre 661-665, foi deposto pelos xaís turcos.